# Yahia Yaïch
Yahia Yaïch (Amnesia en français) est une pièce de théâtre tunisienne écrite par Fadhel Jaïbi et représentée pour la première fois en avril 2010.
Selon Hanène Zbiss, la pièce « pourrait s'apparenter à un procès de la période bourguibienne, avec son absolutisme, son absence de démocratie, son interdiction de la liberté de la presse et d'expression, sa répression de l'opposition et ses différentes formes d'abus de pouvoir ».
La pièce a été présentée au Festival d'Avignon au mois de juillet 2011.

## Argument
Yahia Yaïch, haut fonctionnaire d'État, apprend son limogeage par la télévision. 
Lors d'une tentative de quitter le pays pour participer à un colloque international, il est arrêté à l'aéroport et placé en résidence surveillée jusqu'au jour où, pendant qu'il est dans sa bibliothèque, un étrange incendie se déclenche et détruit tous ses livres, ses mémoires et ses documents. Sauvé in extremis de ses brûlures, il est interné dans un asile psychiatrique pour confusion mentale et tentative de suicide. 
Malmené par les psychiatres, les administrateurs et les occupants de l'hôpital, abandonné par ses anciens collaborateurs, il s'évade de l'asile pour tenter de fuir le pays.

## Fiche technique
- Scénario, dramaturgie et texte : Jalila Baccar et Fadhel Jaïbi
- Mise en scène : Fadhel Jaïbi
- Scénographie : Kaïs Rostom
- Musique : Gérard Hourbette
- Lumière : Fadhel Jaïbi
- Assistante à la mise en scène : Narjess Ben Ammar
- Régie costumes : Jalila Madani
- Directeur de production : Habib Bel Hedi
- Production : Familia Productions

## Distribution
- Jalila Baccar
- Fatma Ben Saïdane
- Sabah Bouzouita
- Moez M'rabet
- Ramzi Azaïez
- Lobna M'lik
- Basma El Euchi
- Riadh El Hamdi
- Karim El Kefi
- Khaled Bouzid
- Mohamed Ali Kalaï